# Rhododendron leucogigas
Rhododendron leucogigas är en ljungväxtart som beskrevs av Herman Otto Sleumer. Rhododendron leucogigas ingår i släktet rododendron, och familjen ljungväxter. Inga underarter finns listade i Catalogue of Life.